# Béni Abbès
Béni Abbès es la ciudad capital del daira de Béni Abbès, en el sudoeste de la provincia de Béni Abbès, en Argelia.

## Demografía
Tiene una población de alrededor de 11 416 habitantes.

## Historia
Los primeros pobladores de la zona eran de la tribu Beni Hassan, pero terminaron emigrando a Saguia el-Hamra y Mauritania en el siglo XII. Cuarenta años más tarde, Mehdi Ben Youssef (Oulade Mehdi) llegó a Béni Abbès con Ali Ben Moumen de la tribu 'Arib. 
Entre 1954 y 1962 participaron en la guerra de Liberación Nacional. En 1957, los habitantes de los ksar de la palma son expulsados por las tropas francesas, por lo que tuvieron que construir un nuevo ksar.

## Turismo
Beni Abbes es una ciudad turística: todos los años se celebra el Día de los Mouloud (nacimiento del profeta Mahoma). Es la presentación de los nacidos el año anterior, con un gran desfile de música antigua y fusiles, en conmemoración de la paz entre las tribus y de la fundación de la ksar de la palma. 
Al comienzo de la conquista por parte de Francia, de 1901 a 1905, en Beni Abbes el abate Charles de Foucauld fundó una ermita con una pequeña capilla todavía hoy ocupada por los Hermanos del Evangelio y las Hermanas de Jesús.
Alberga también un Museo y Centro de Investigación con colecciones de etnografía local, geología, prehistoria y zoología, un zoo y un jardín botánico. 
Desde la estación de autobuses hay acceso a Béchar (3h), Timimoun (4h), Adrar (4h) y Orán.